# Asparagus adscendens
Asparagus adscendens — вид рослин із родини холодкових (Asparagaceae).

## Біоморфологічна характеристика
Коріння бульбові. Субпрямовисний високий напівкущ; молоді гілки від попелясто-сірого до білого кольору, гілки жолобчасті. Колючки ≈ 8–12(15) мм завдовжки, дерев'янисті. Кладодіїв багато, часто 5–20, ниткоподібні, висхідні чи прямі чи зігнуті, завдовжки 10–25 мм. Суцвіття — 4–6 см завдовжки китиці. Квітки двостатеві. Оцвітина 3 × 2 мм, тупа. Ягода темно-червона, у діаметрі 4–5 мм.

## Середовище проживання
Росте в Гімалаях Індії та Пакистану.

## Використання
Бульбові корені використовують як заспокійливий і тонізувальний засіб. Вважається, що він корисний при діареї, дизентерії та загальної слабкості.